# Radio SRF Musikwelle
Radio SRF Musikwelle è l'ultima radio svizzera pubblica di lingua tedesca. È stata creata nel 1996. Gli studi del programma si trovano a Zurigo.
Il 16 dicembre 2012 DRS Musikwelle è diventata Radio SRF Musikwelle.

## Loghi

Logo utilizzato fino al 15 dicembre 2012
Logo attuale Radio SRF Musikwelle